# 美荷樓

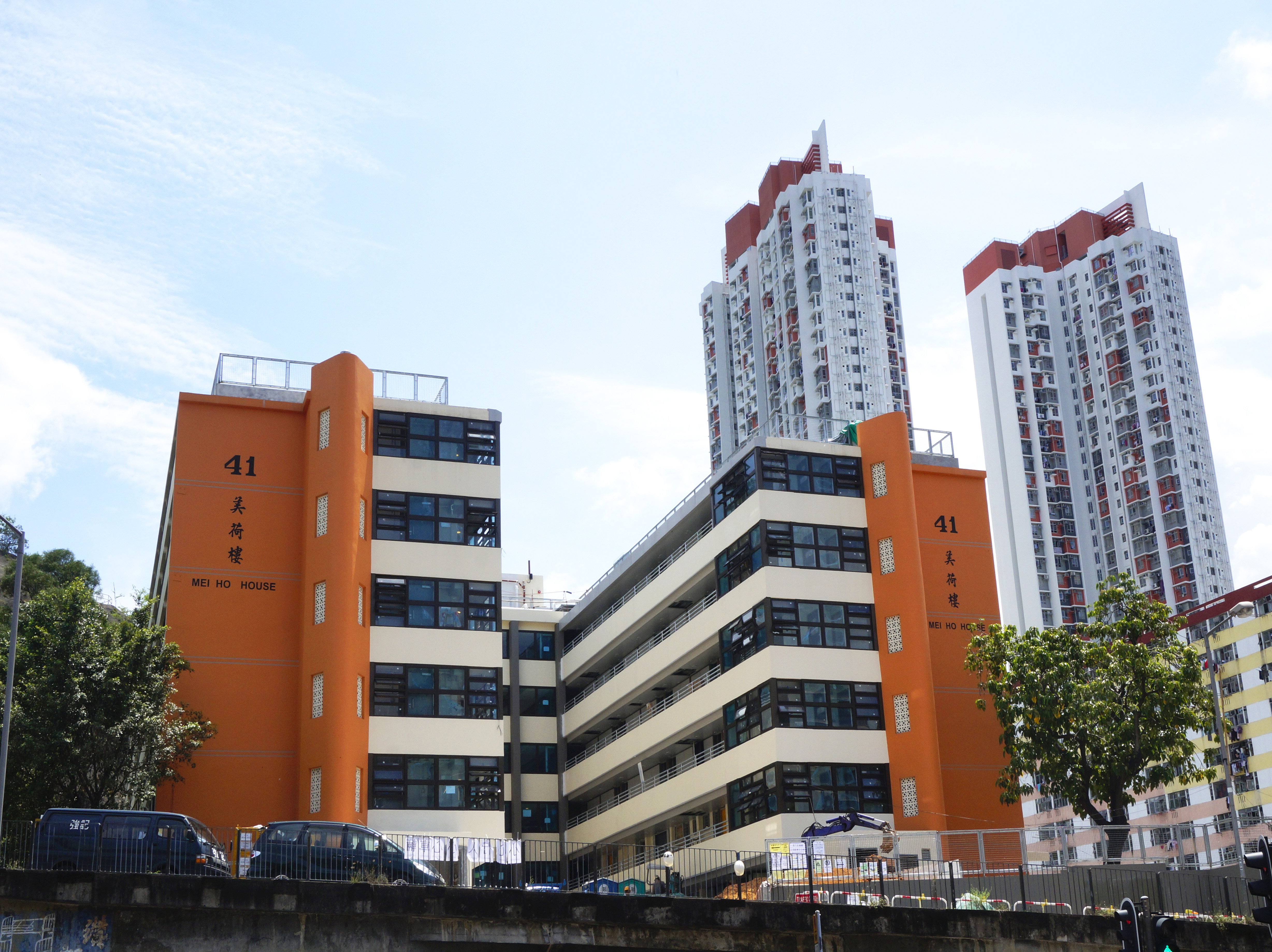
美荷樓青年旅舍（2013年5月）

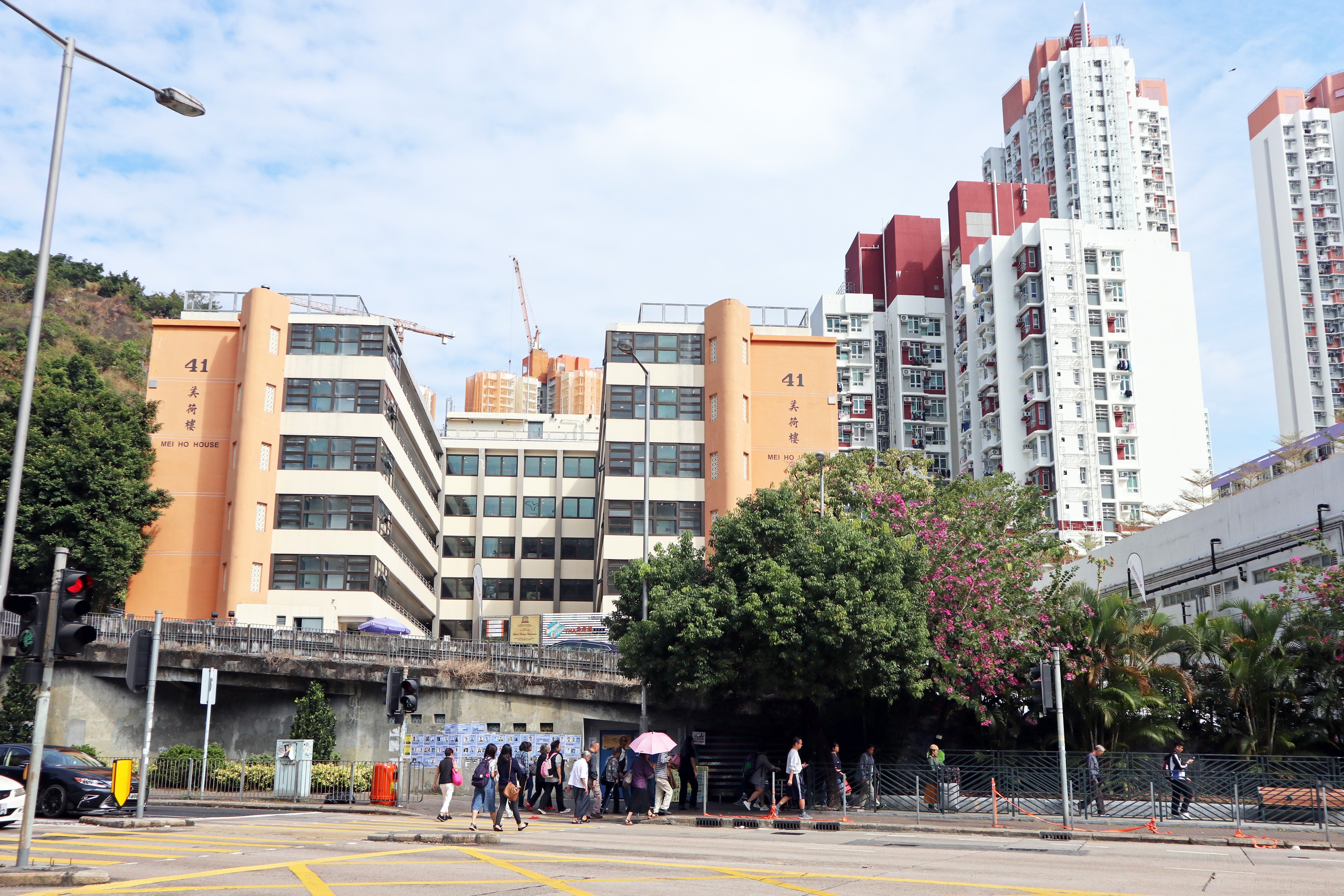
美荷樓青年旅舍（2019年11月）

美荷樓（英語：Mei Ho House），位於清拆後分期重建的石硤尾邨，1954年建成，是香港最早期、現時碩果僅存的「H」形6層徙置大廈，獲評為二級歷史建築。石硤尾邨舊型大廈重建，第41座美荷樓則獲得保留，耗資2億2千萬港元改建為美荷樓青年旅舍及旗下之美荷樓生活館，於2013年12月開幕。

## 歷史

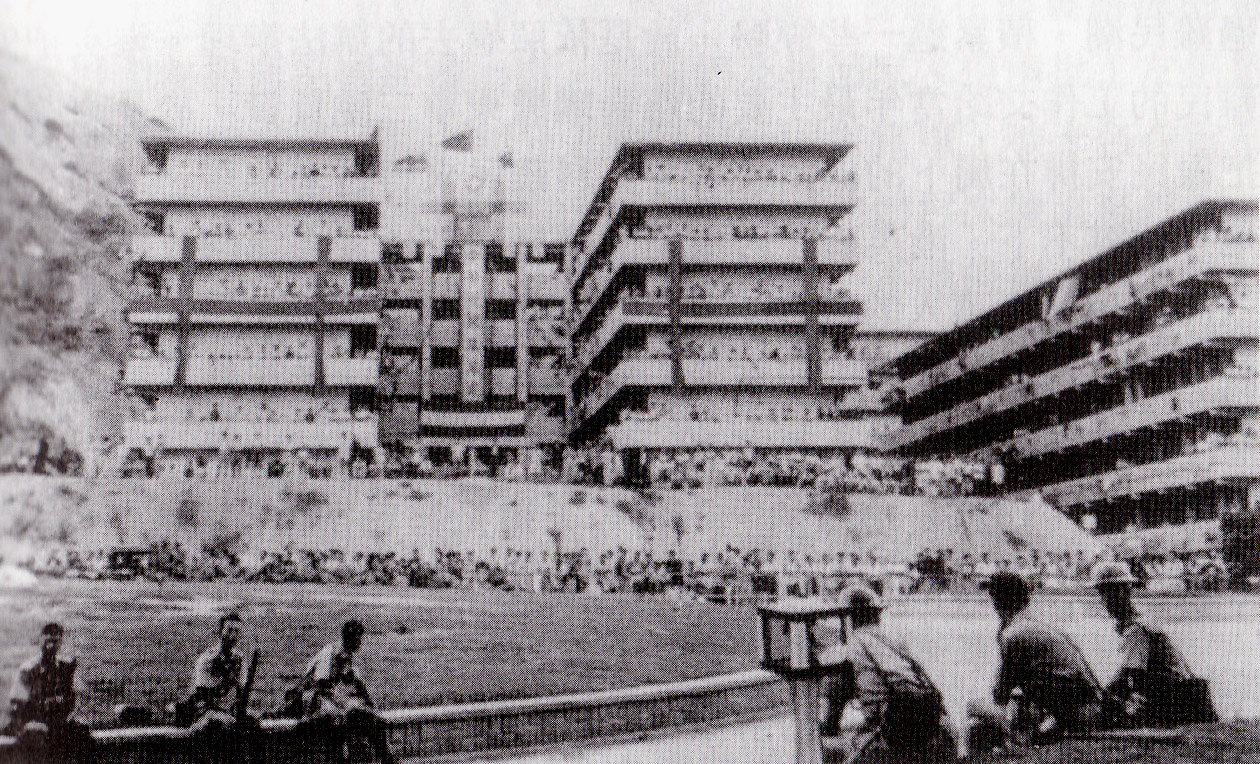
雙十暴動期間，防暴隊在石硤尾徙置區與群眾對峙，美荷樓外牆懸掛大型「雙十」徽牌（1956年）

國共內戰前後，大批中國大陸難民湧港，石硤尾木屋區便是移民其中一個聚居地。1953年12月25日晚，石硤尾木屋區發生大火，造成3死51傷，並導致58,203人無家可歸。港英政府在災場原址興建兩層高的包寧平房以及徙置大廈。
石硤尾徙置區是香港第一個徙置式的公共房屋，於1954年至1963年間興建，共有29座樓高6至7層的徙置大廈（第8、9及14座採用單幢式設計）。從高處望下，樓宇像英文字母「H」，每個單位面積均為120平方呎，需容納5個成人，單位內無水電供應，僅在兩翼中央部份設有公共水龍頭、廁所及淋浴間，而兩端就是居住單位，所有單位入口均由長長公共走廊（廣東話稱為冷巷）連接，晚間此公共空間充作居民乘涼和文娛耍樂用的長條騎樓。此外，部份分隔兩個單位的牆壁高處，設有長方形小孔作通風之用。最初，每戶月租為10元，另加1元水費。美荷樓是石硤尾邨首8座徙置大廈之一，原稱H座，1973年香港房屋委員會成立後將其改稱為石硤尾下邨第15座。至1981年，該等大廈獲改建為具有獨立廚房及廁所的單位後，改為第41座及命名為美荷樓。
在1956年九龍雙十暴動期間，美荷樓曾經高懸「中華民國萬萬歲」的6層高直幡及作為暴動的核心地方。
2000年代，石硤尾邨各座舊型大廈陸續清拆，並且分期重建，興建4,110個單位，於2011年落成，接收鄰近的蘇屋邨拆遷戶。除了重建公共房屋，房屋署亦興建安老院、青少年中心和小學等公共設施。

## 美荷樓在改建之前的圖片庫

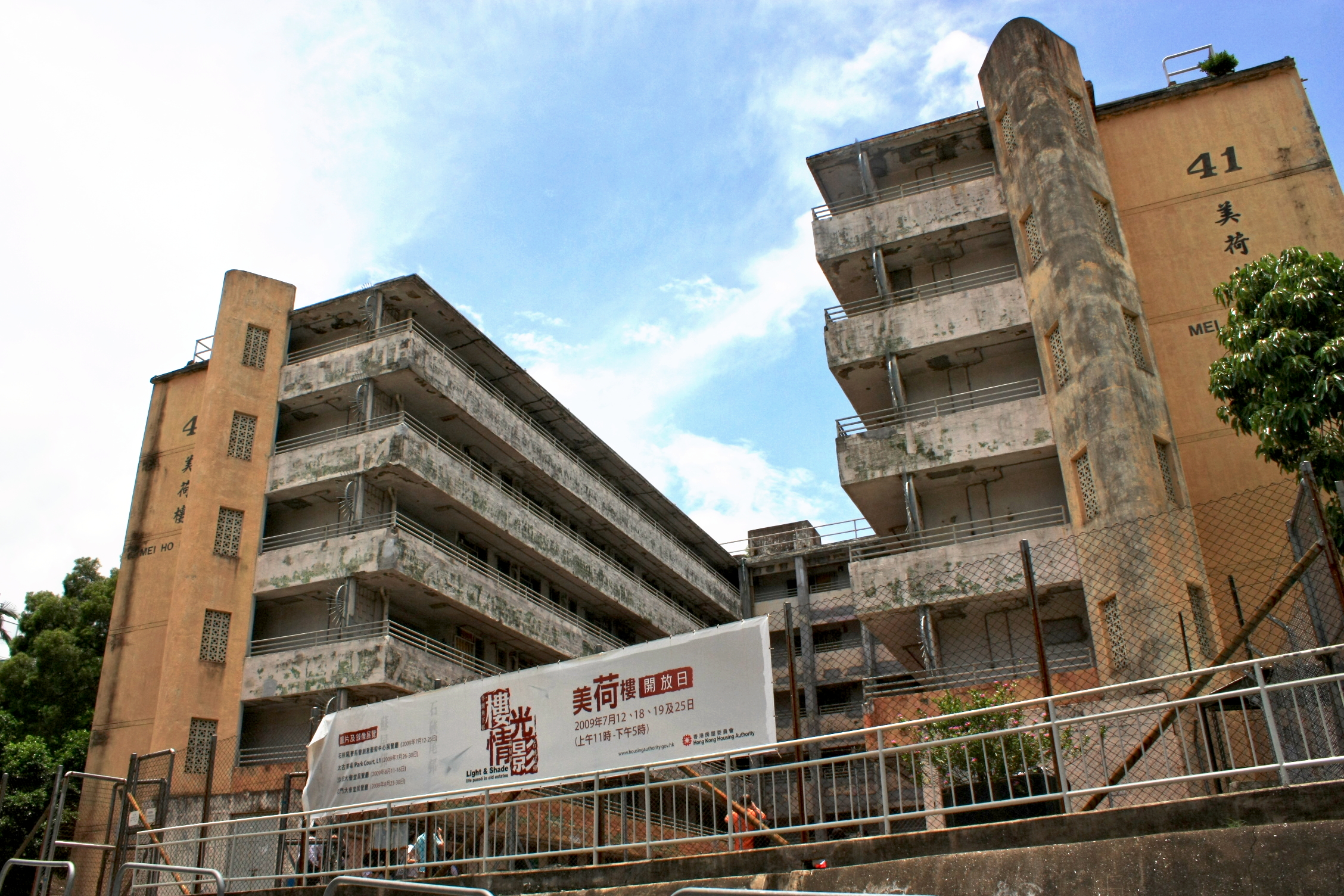
呈「H」型6層徙置大廈的美荷樓（2009年7月）
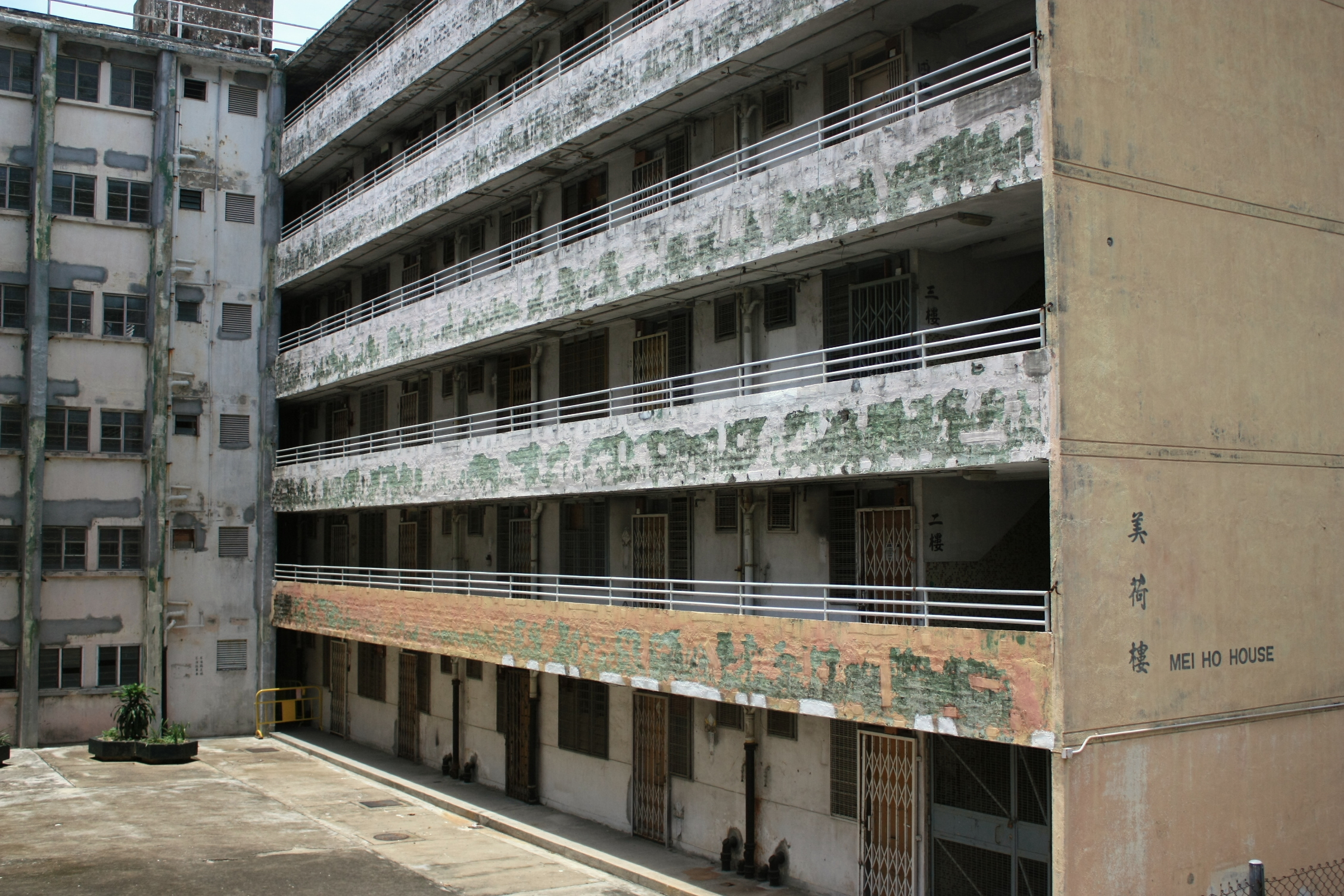
長長的走廊（2009年7月）
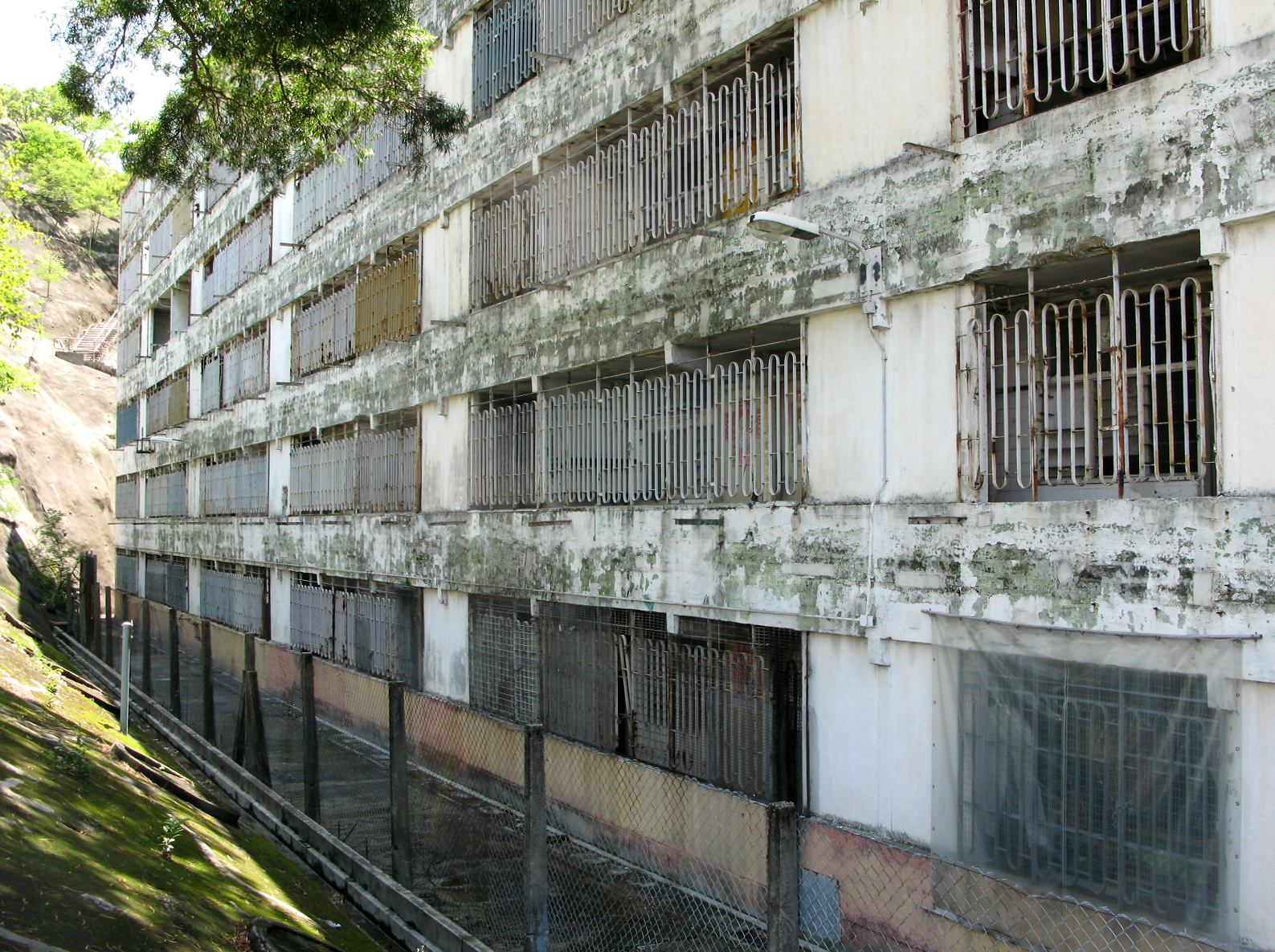
鐵籠式窗花（2009年7月）
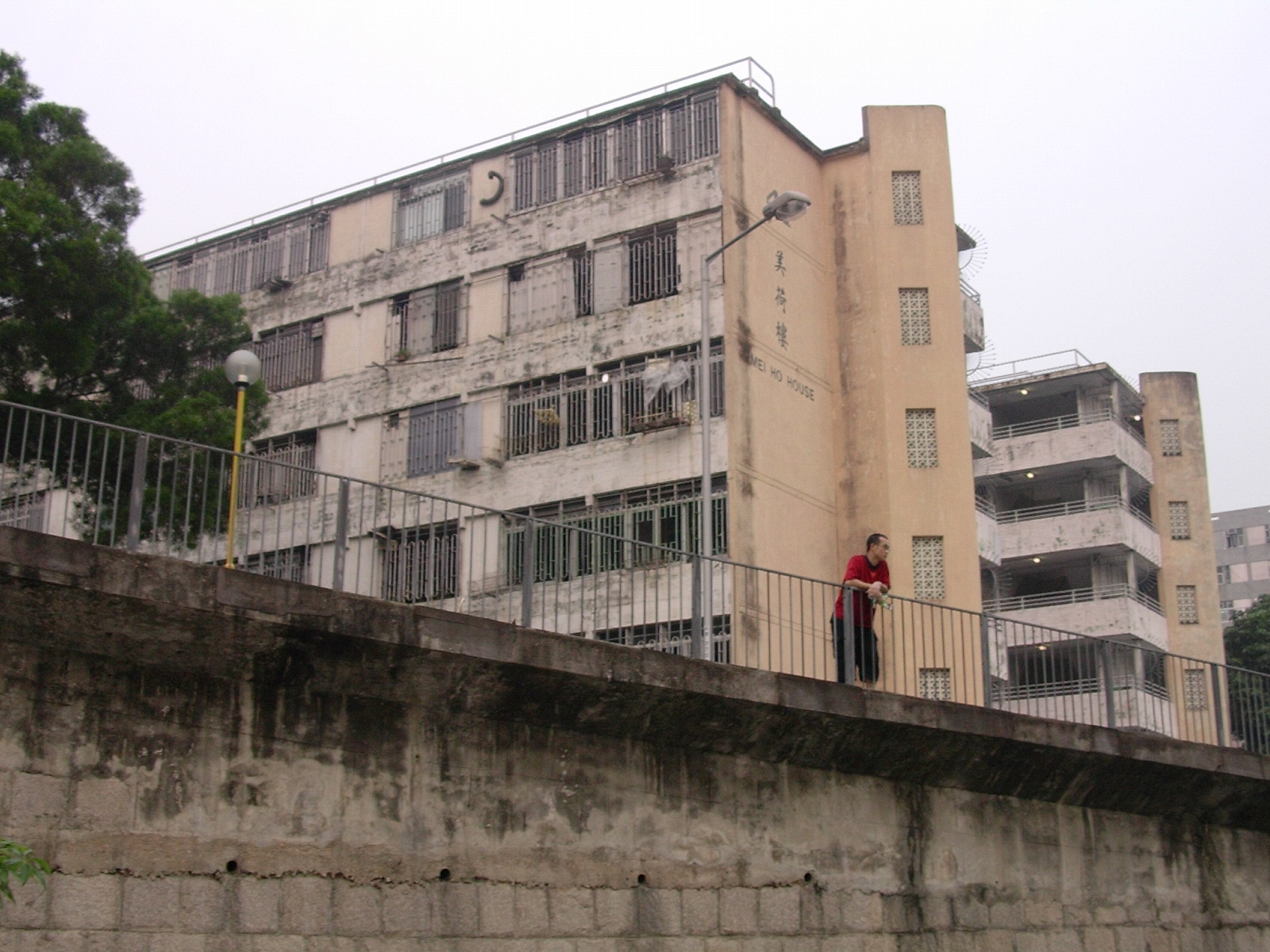
垃圾房的通花磚
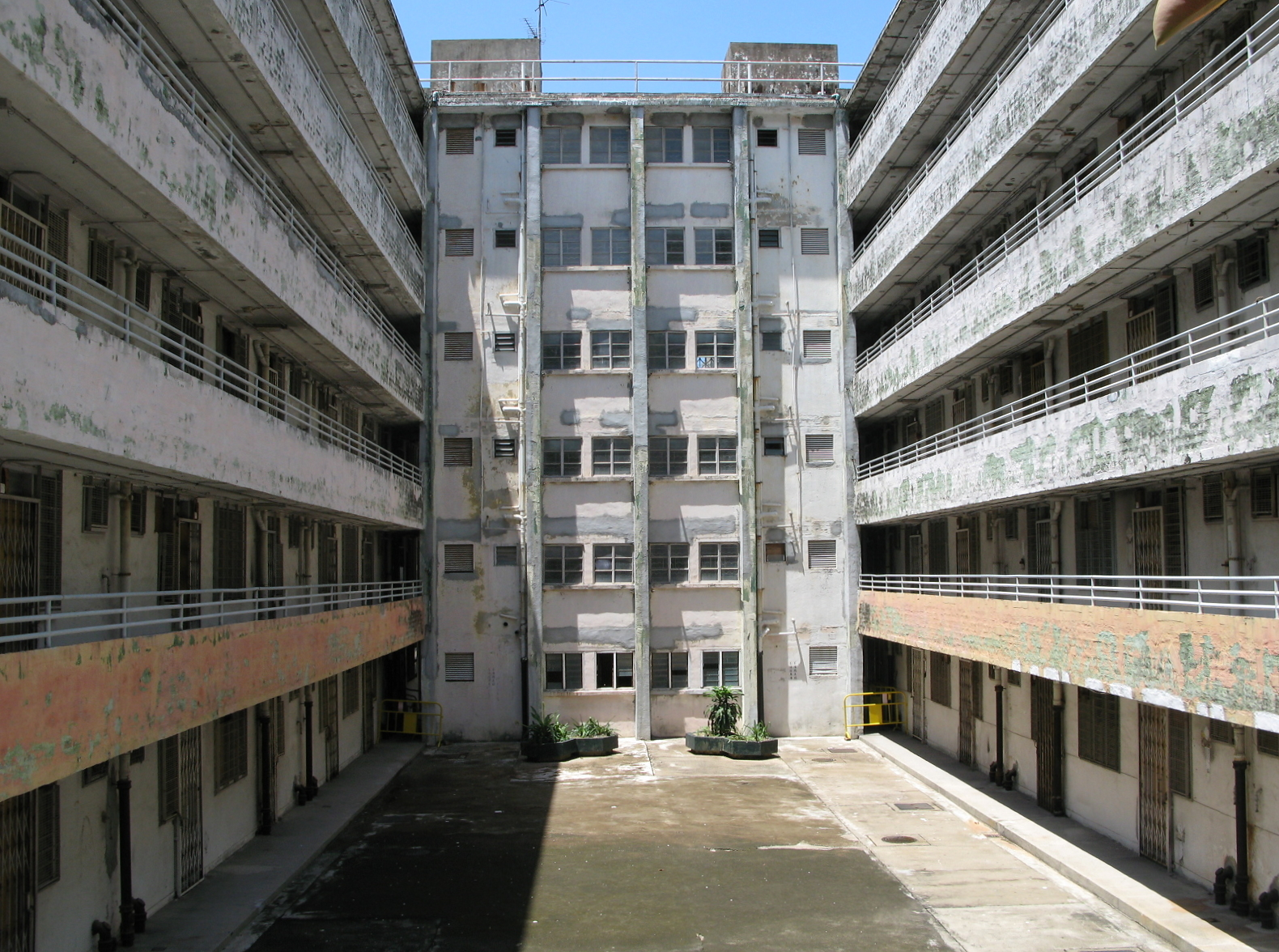
人去樓空（2009年7月）
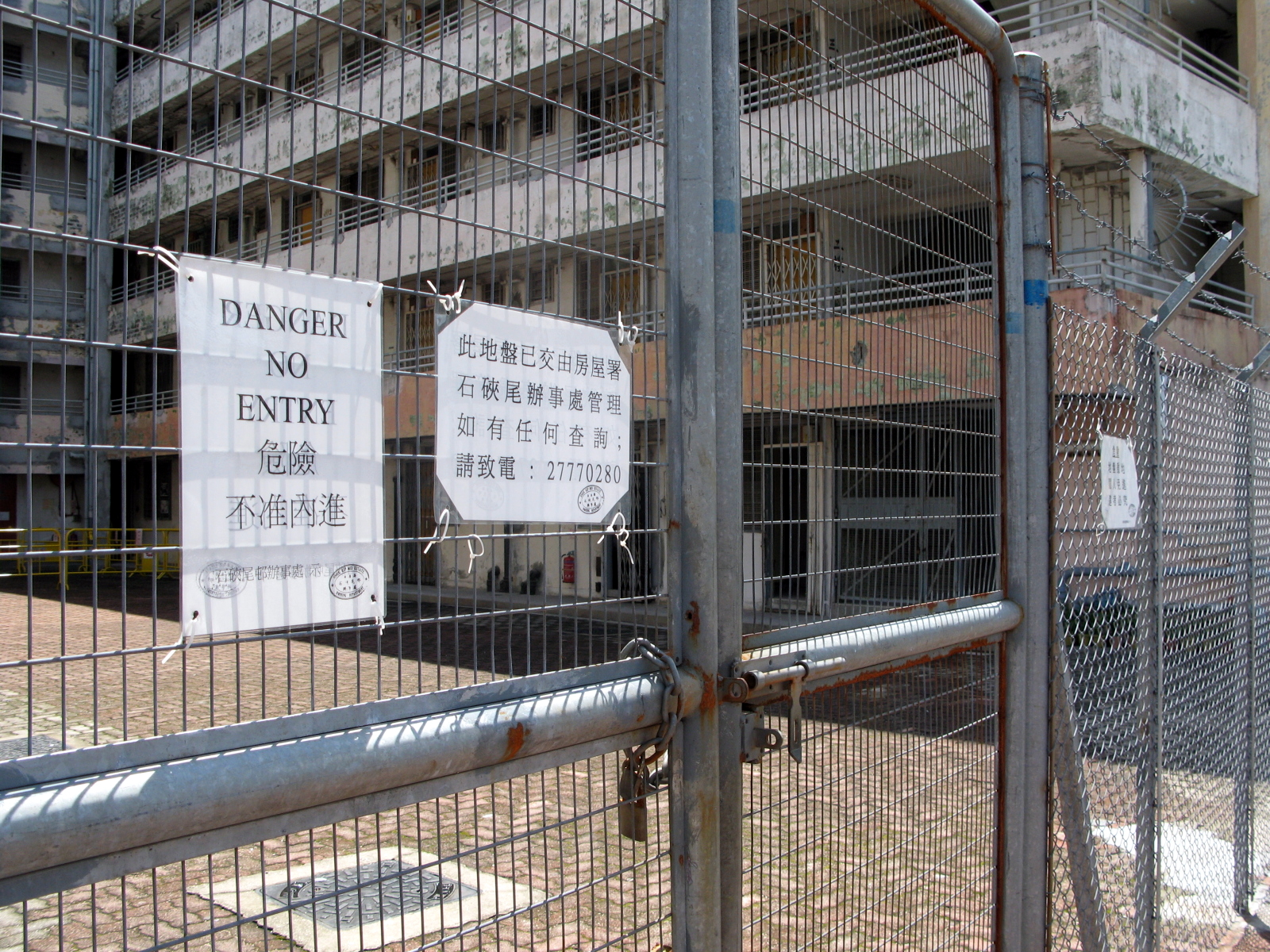
鐵網包圍（2009年7月）
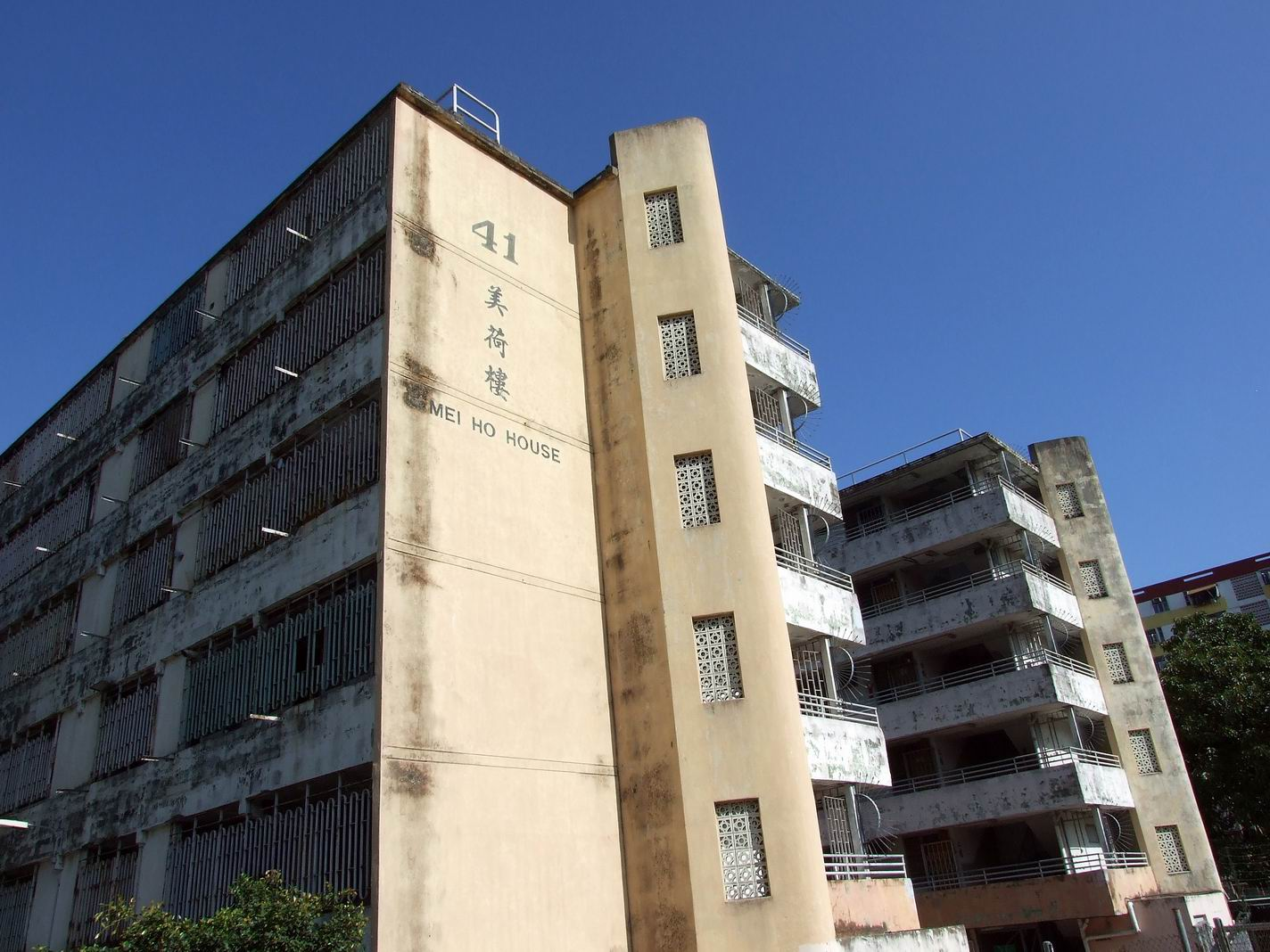
外牆生滿青苔（2008年1月）
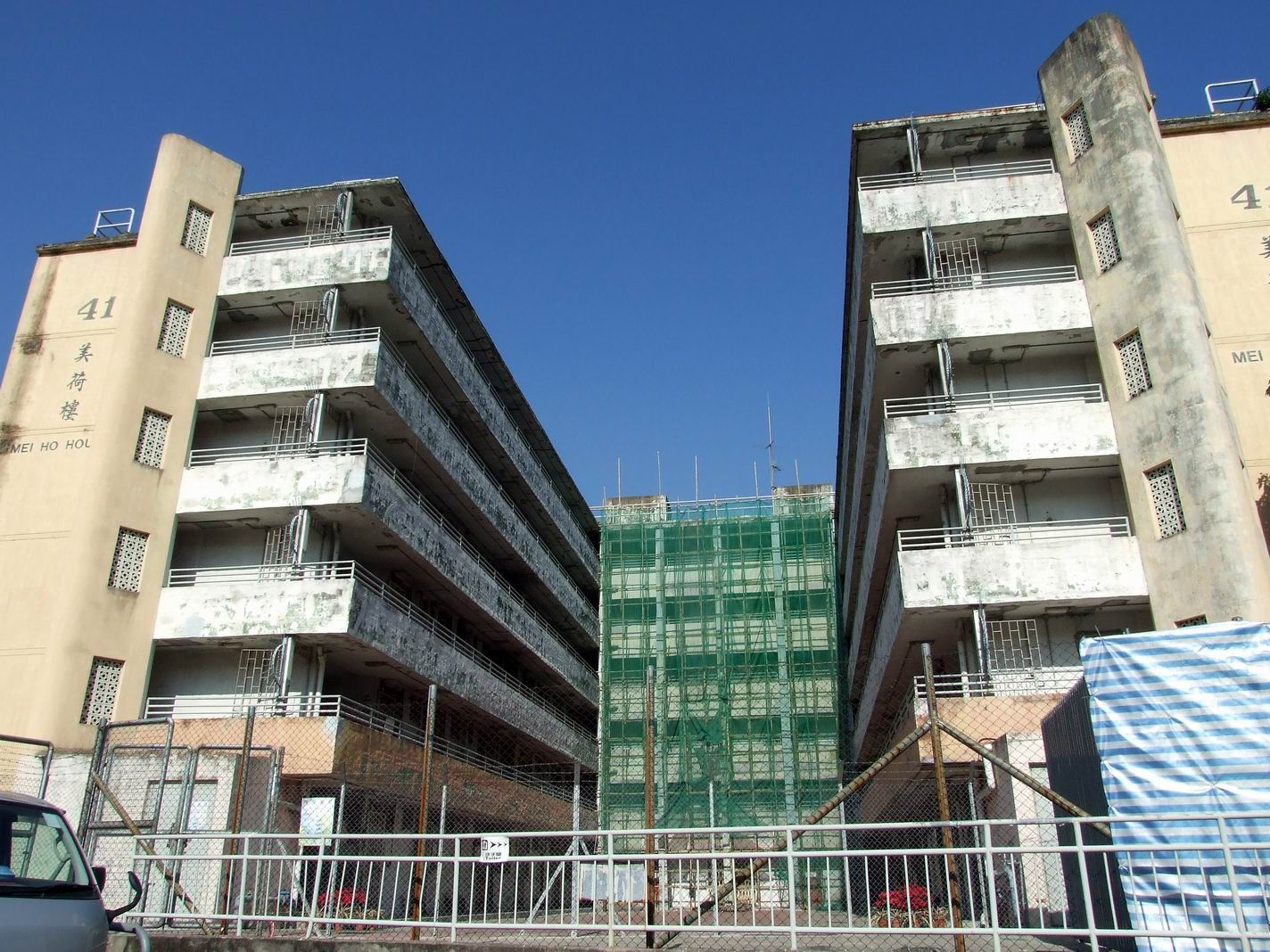
搭棚維修（2008年1月）
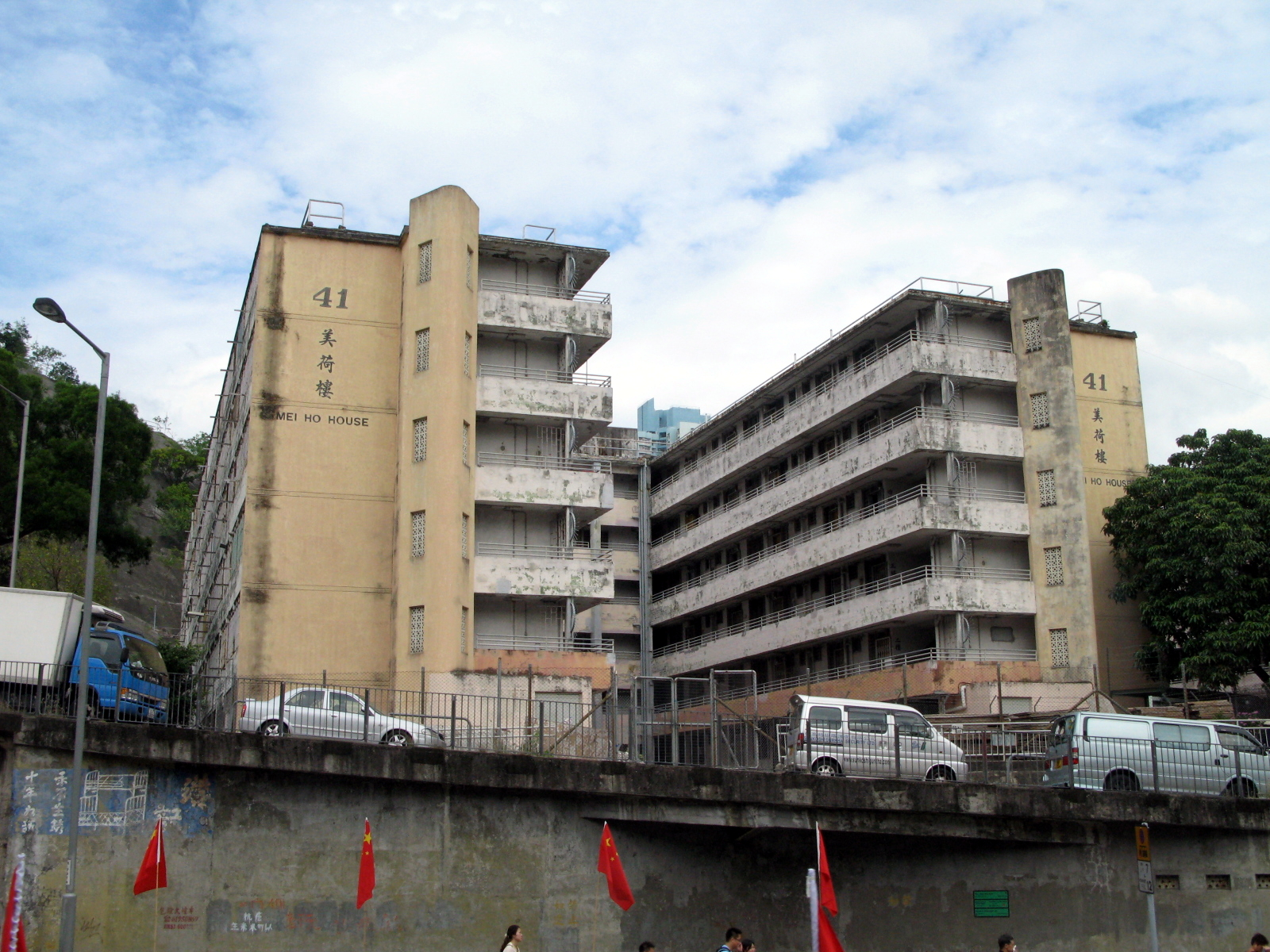
翻新前的石硤尾邨美荷樓（2007年10月）
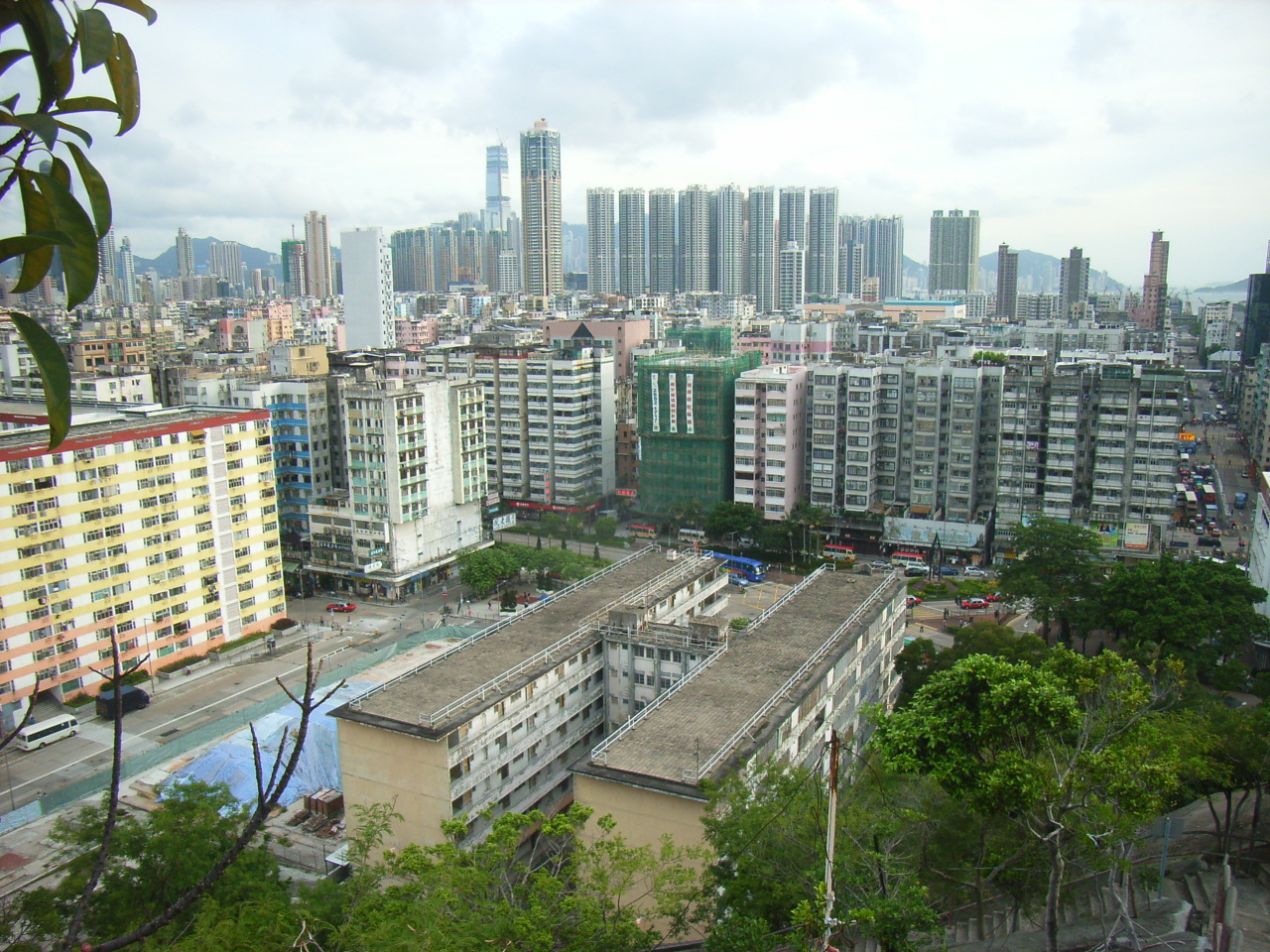
俯瞰呈「H」字型的美荷樓及深水埗（2009年7月）

## 改建為青年旅舍

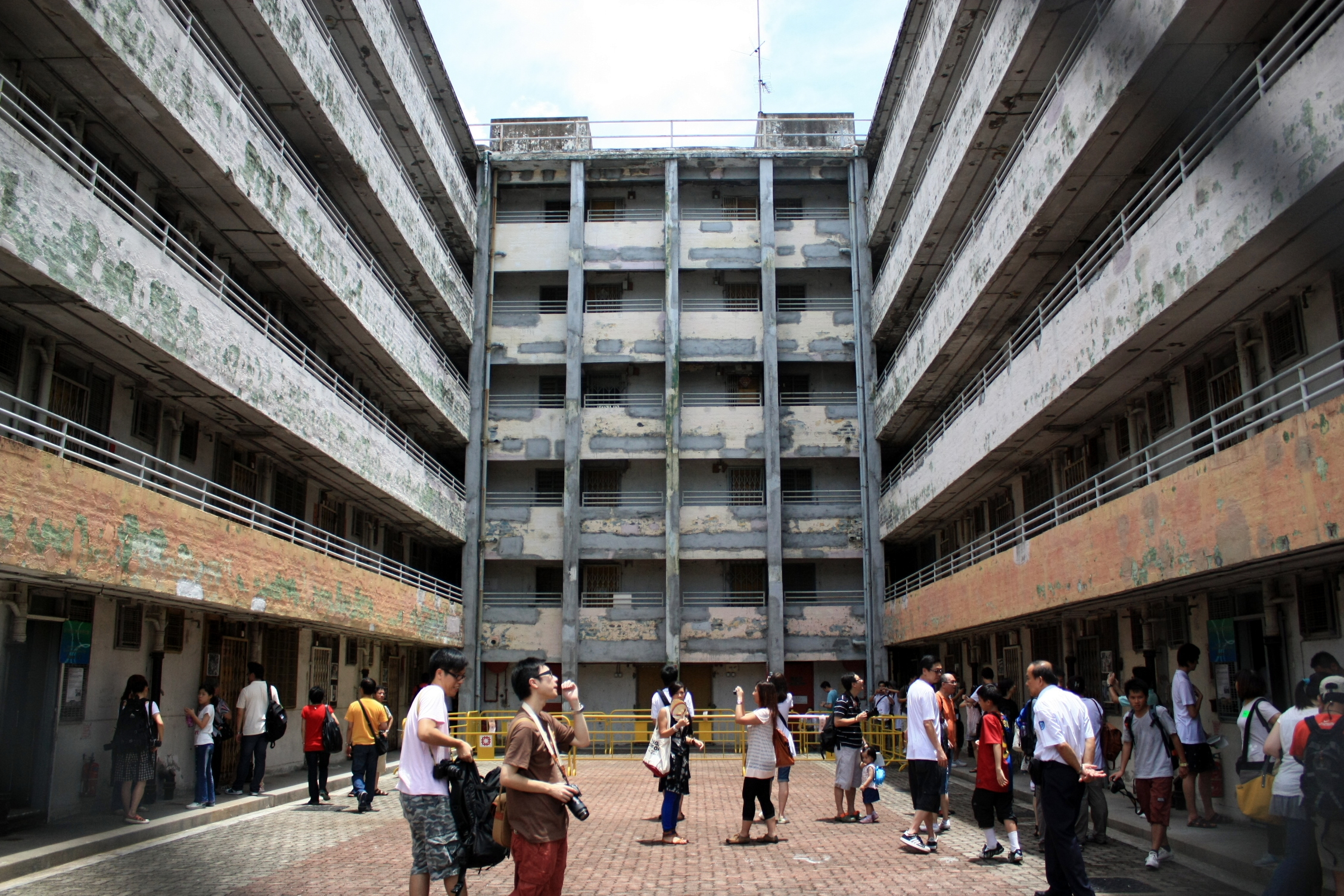
房屋署於2009年7月12日、18日、19日及25日舉行美荷樓告別開放日（2009年7月）

### 計劃分歧，荒廢多年
香港房屋委員會原先建議保留石硤尾邨第15至18座4幢7層大廈，重新規劃和包裝，並且發展成為集歷史、文化、教育及旅遊一身的主題建築組群，命名為「石硤尾邨生活體驗及旅游活動中心」，不過計劃卻被腰斬。之後於2005年由鄰舍輔導會在17及18座空地開辦「石硤尾人文館」作為石硤尾邨50週年紀念。房屋署最後決定將美荷樓改建，構思將大廈交予非政府團體營運，將最低兩層改建為公共房屋博物館，重現昔日居民的生活。上層則構思改建成為青年旅舍，吸引外地青年旅客居住，以補貼博物館運作。不過，並無民間團體願意營運，康樂及文化事務署等等亦都拒絕接手，致使美荷樓自2005年關閉後了無寸進。而房屋署亦不願意投資翻修，以鐵絲網將大廈包圍，而大廈狀況亦日差，外牆油漆脫落、設施嚴重損壞，走廊出現多條長達數米的裂痕、地下糞渠爆裂，而且空置單位雜物堆積發臭，情況不堪而想。

### 設計比賽，落實計劃

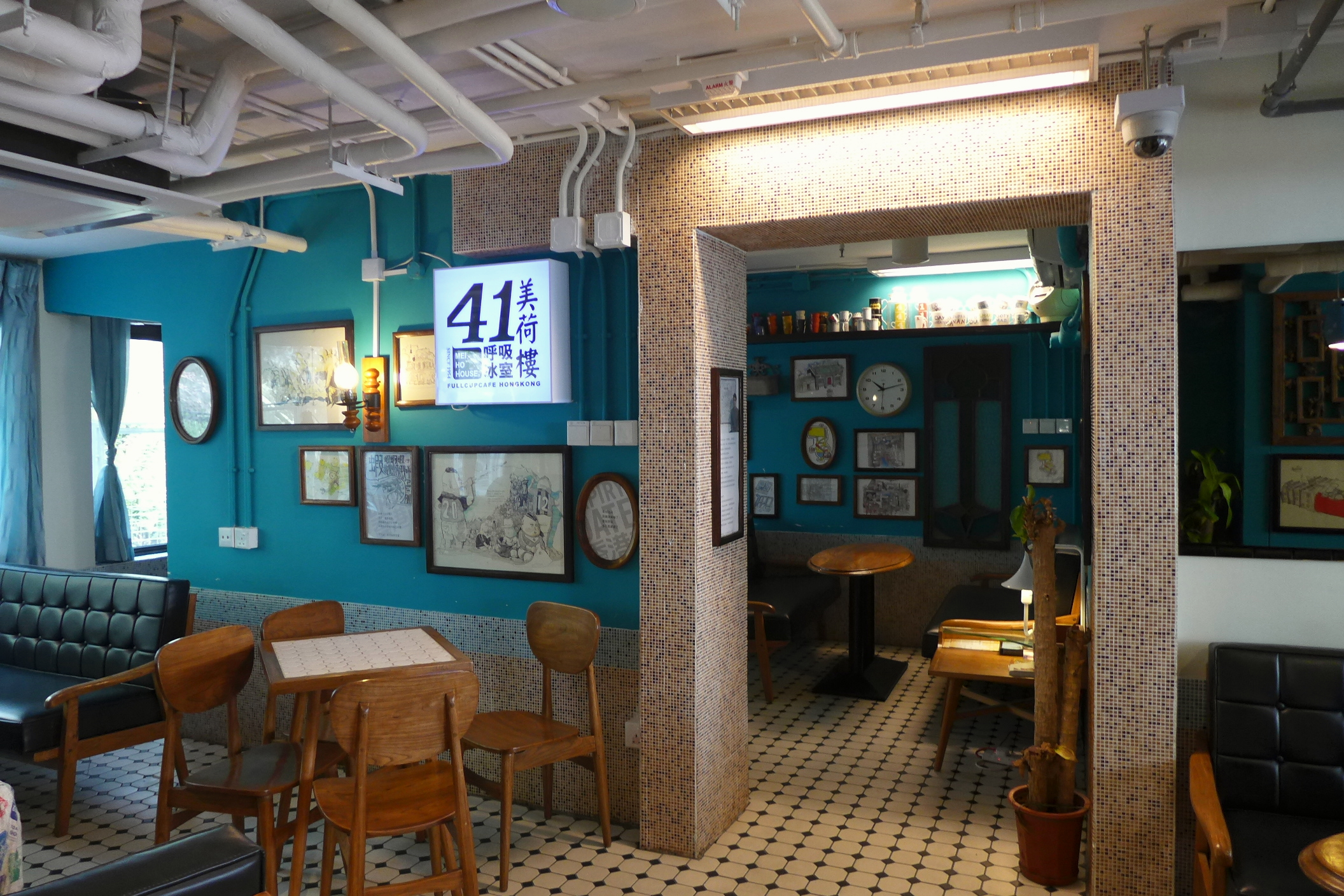
翻新後美荷樓地下設有餐廳「呼吸冰室」，因合約期滿於2016年3月31日結業；現更名為「四十一冰室」繼續營業（2015年5月）

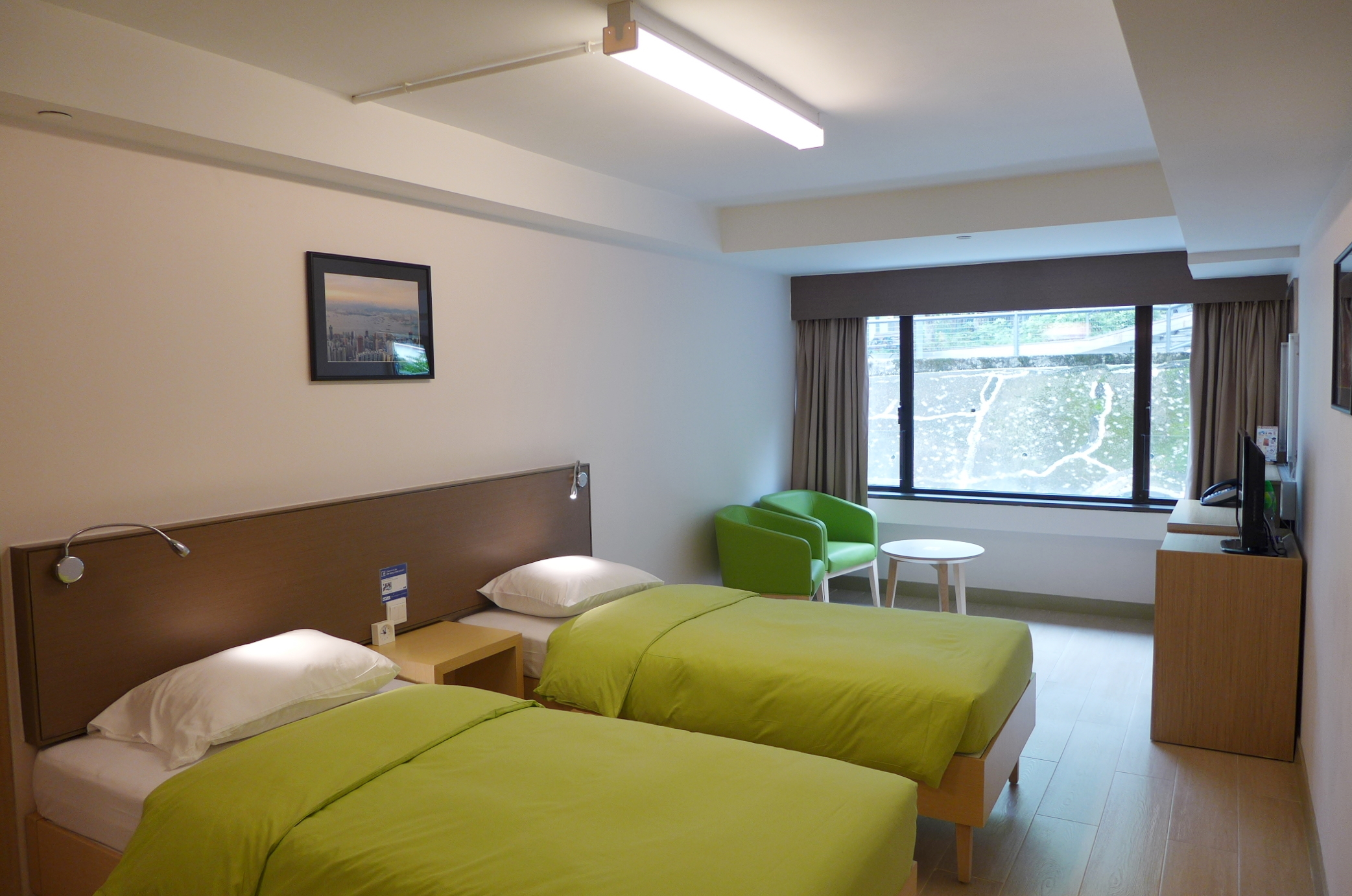
翻新後美荷樓變身為青年旅舍（2015年5月）

2007年，香港建築師學會、香港工程師學會、香港規劃師學會及香港測量師學會合辦，由香港房屋委員會及民政事務局贊助名為「無限之旅」的石硤尾邨美荷樓意念創作比賽，分設專業組及公開組，讓專業人士及公眾分別就美荷樓的去向提供設計構思，集思廣益。有關單位於6月30日至7月29日開放美荷樓地下及一樓予公眾參觀，包括示範單位及歷史圖片展覽。是次比賽吸引香港及海外不同界別的參賽者，合共接獲46份參賽作品，包括專業組13份及公開組33份，最終評選出專業組優勝作品2份、公開組優勝作品3份及優異作品2份。
2008年，美荷樓成為首批《活化歷史建築伙伴計劃》的7幢建築物之一，落實由香港青年旅舍協會改裝成為設有129間房的青年旅舍，復修成本約2億2千萬港元，於2013年竣工。
房屋署於2009年7月，安排改建前的最後開放日供公眾參觀石硤尾邨美荷樓地下，讓市民了解其內部建築設計，並設導賞團，由歷史研究員介紹石硤尾邨和美荷樓的歷史。

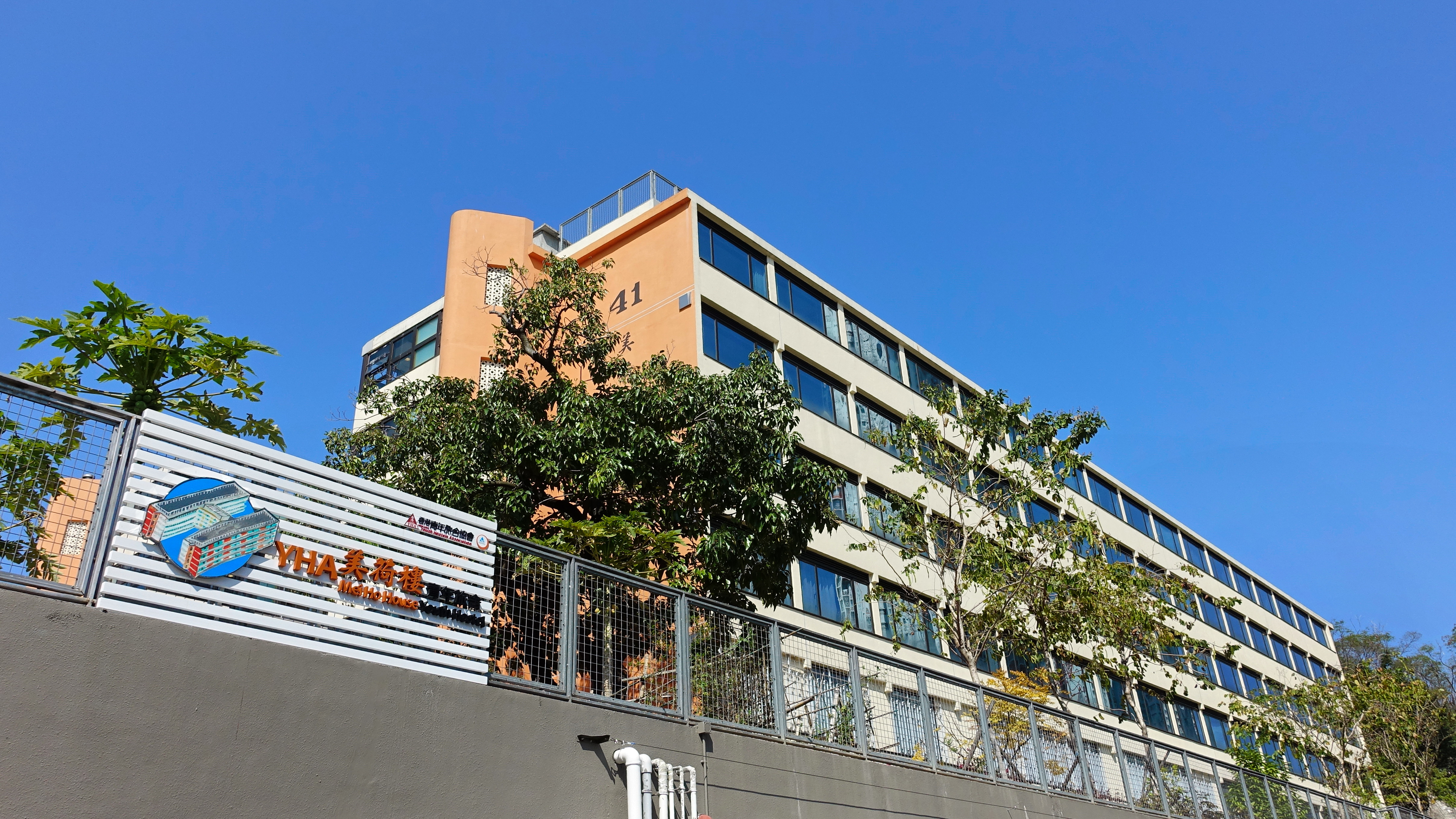
翻新後的美荷樓成為美荷樓青年旅舍（2016年4月）

美荷樓青年旅舍由AD+RG 建築設計及研究所設計，拆卸重建了中座，加裝了升降機和環境保護裝置。香港青年旅舍協會特別在美荷樓地下和一樓撥出共14個120呎單位，設立美荷樓生活館，面積逾400平方米，用以展現4個原裝間隔住宅單位，包括分別兩間以1950年代為主題和兩間以1970年代為主題的舊有房屋，讓到訪者親身了解當時居民的生活水平及實際情況。美荷樓生活館亦重塑了舊時公共廁所、浴室、居民在走廊煮食、婦女以舊式腳踏衣車幫補家計的普遍情況，連同口述歷史個案、舊照片和傢俬等資料，合共展出逾1,200件從160名舊居民搜集得來的展覽品，亦邀請舊居民擔任導賞員。

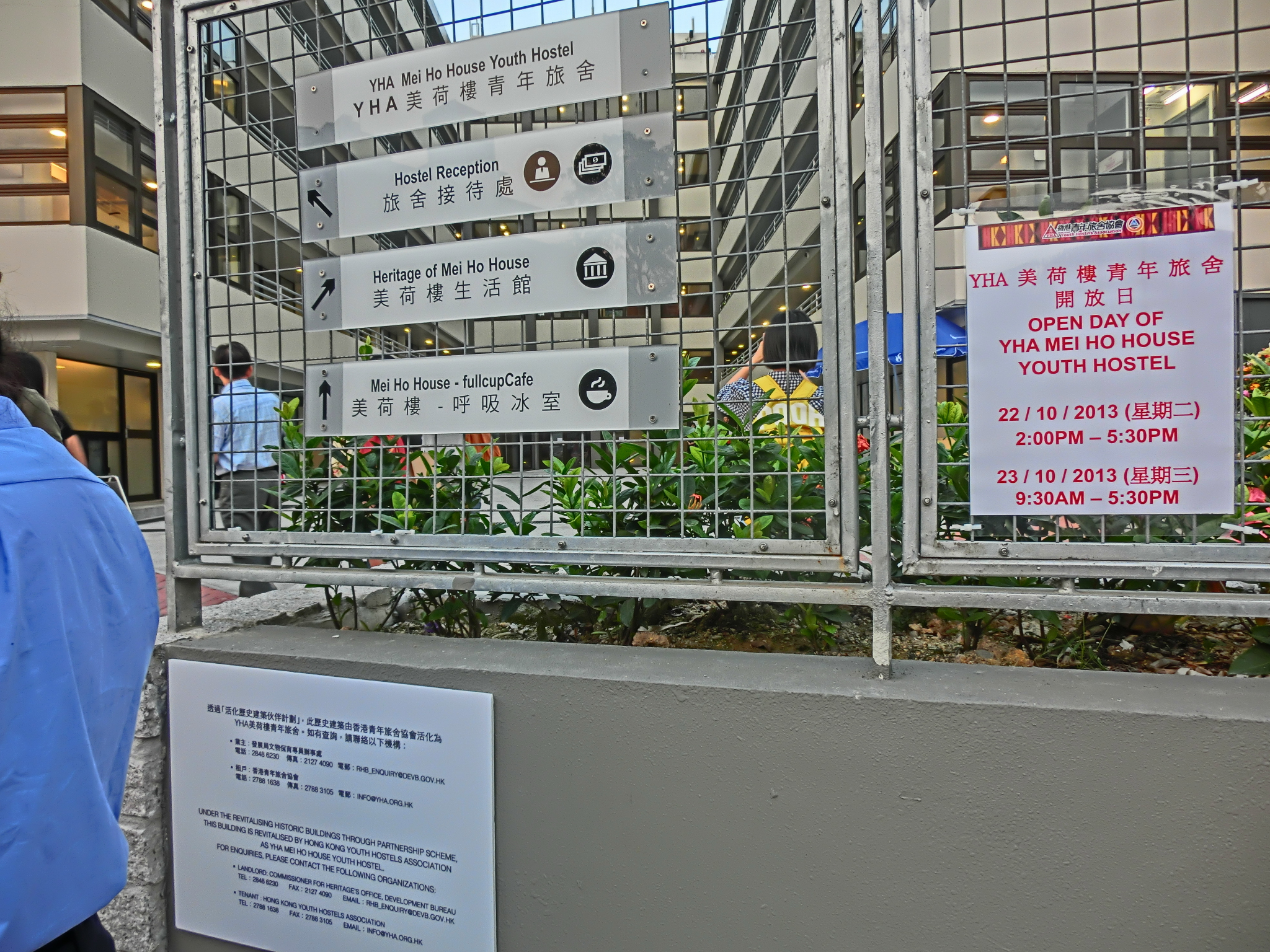
2013年10月23日開放日

2013年10月24日起美荷樓青年旅舍試業，至同年12月正式開幕。

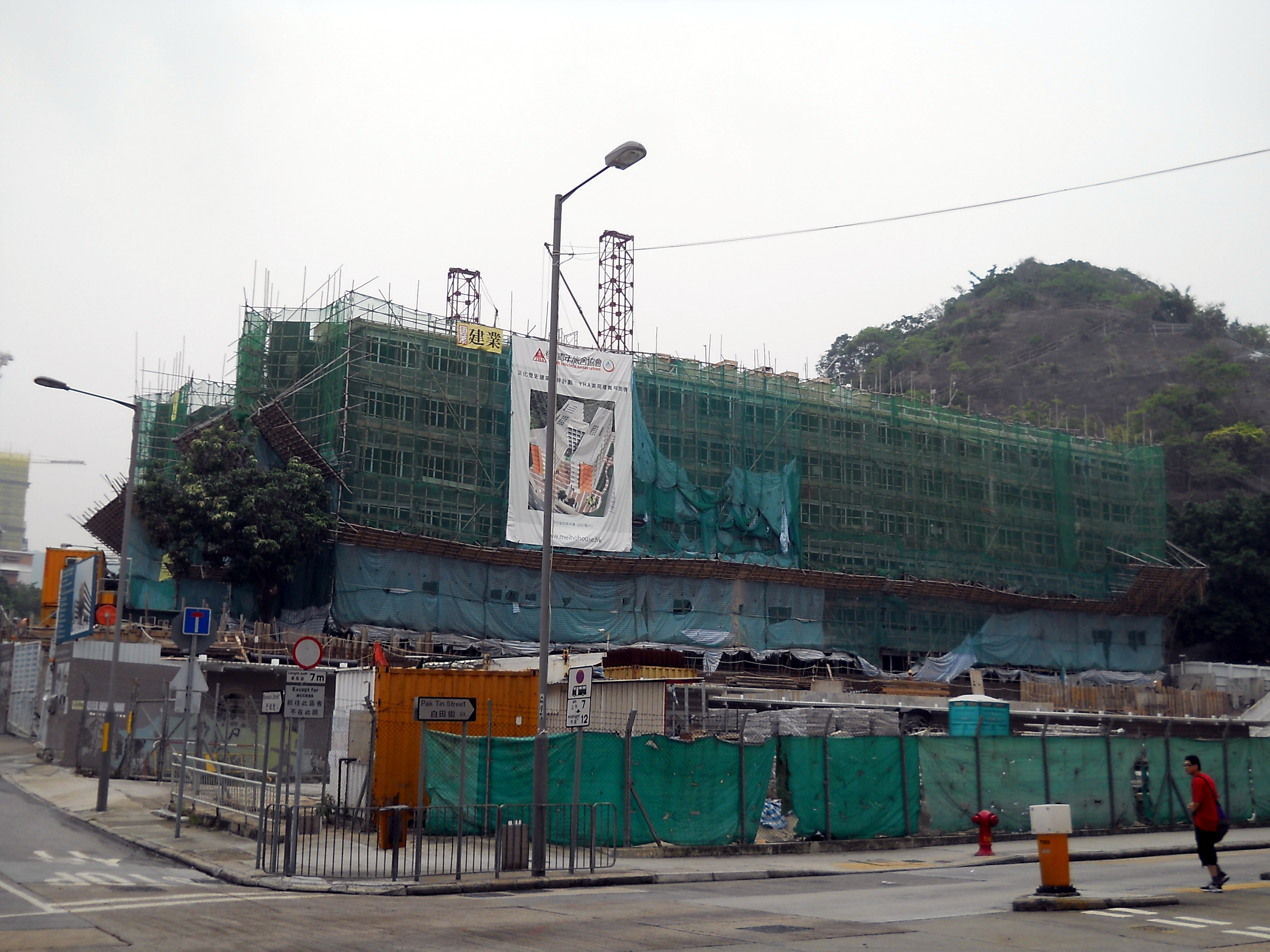
翻新中的美荷樓（2012年8月）
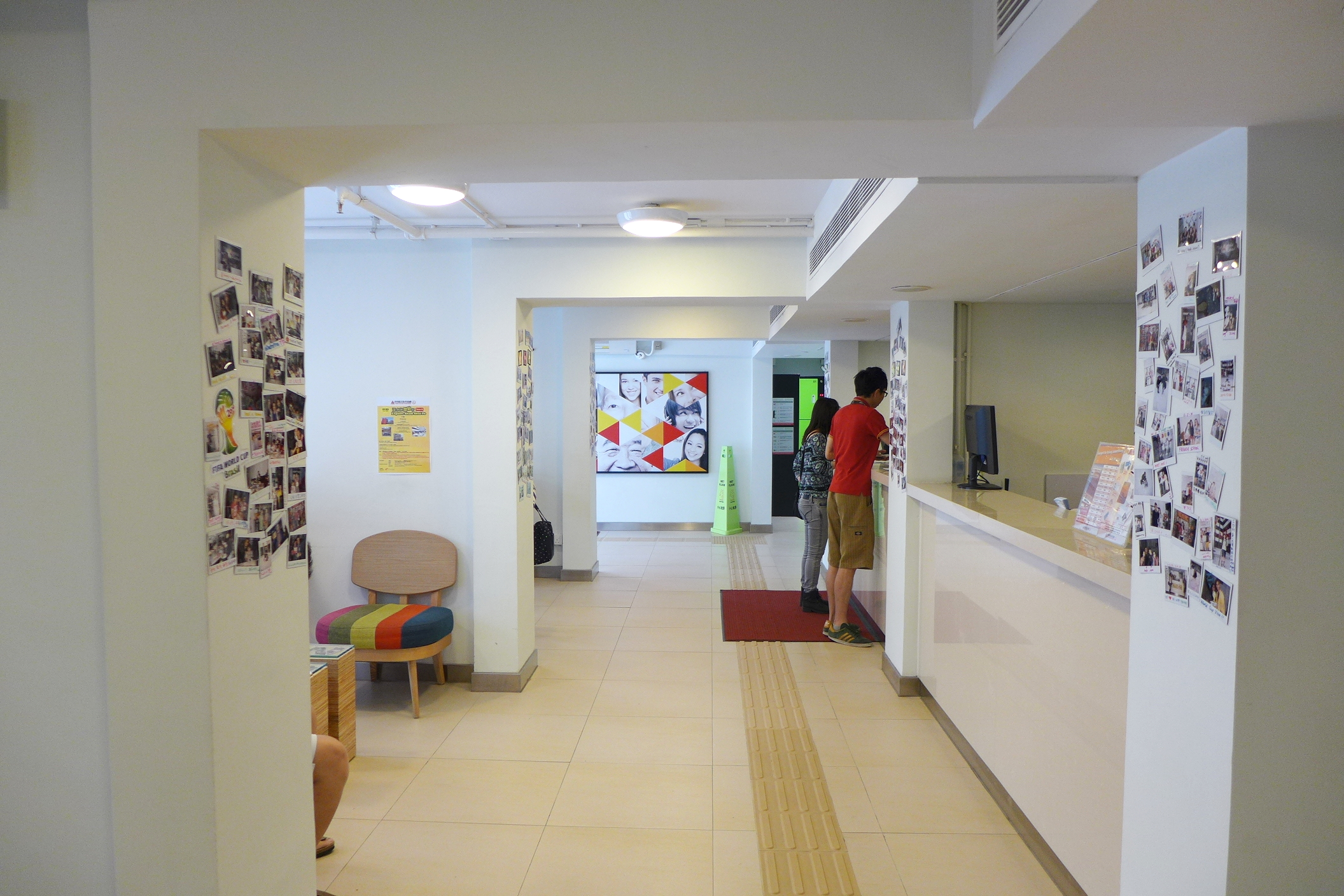
地下接待處（2015年5月）
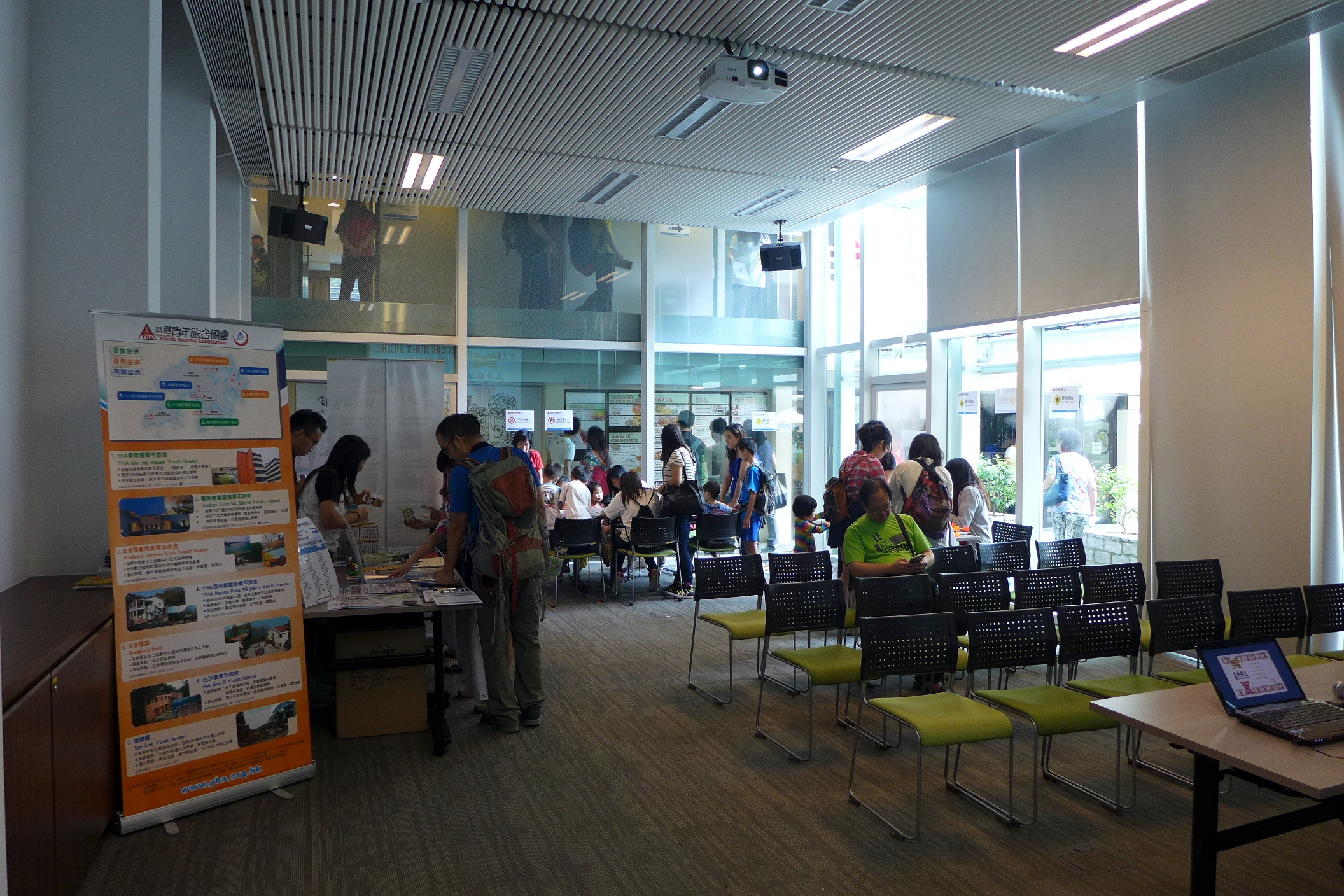
地下活動室（2015年5月）
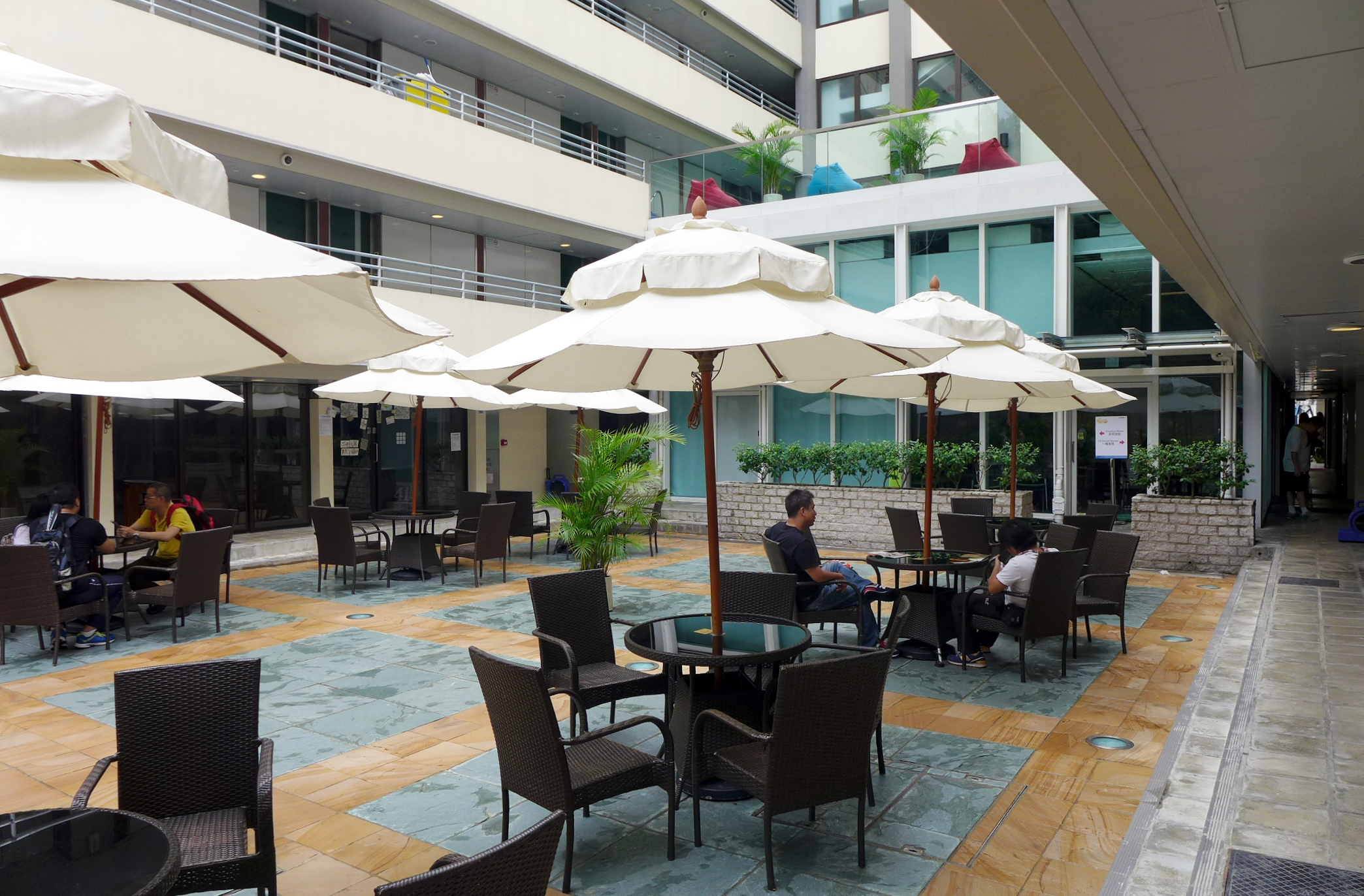
地下閒座區（2015年5月）
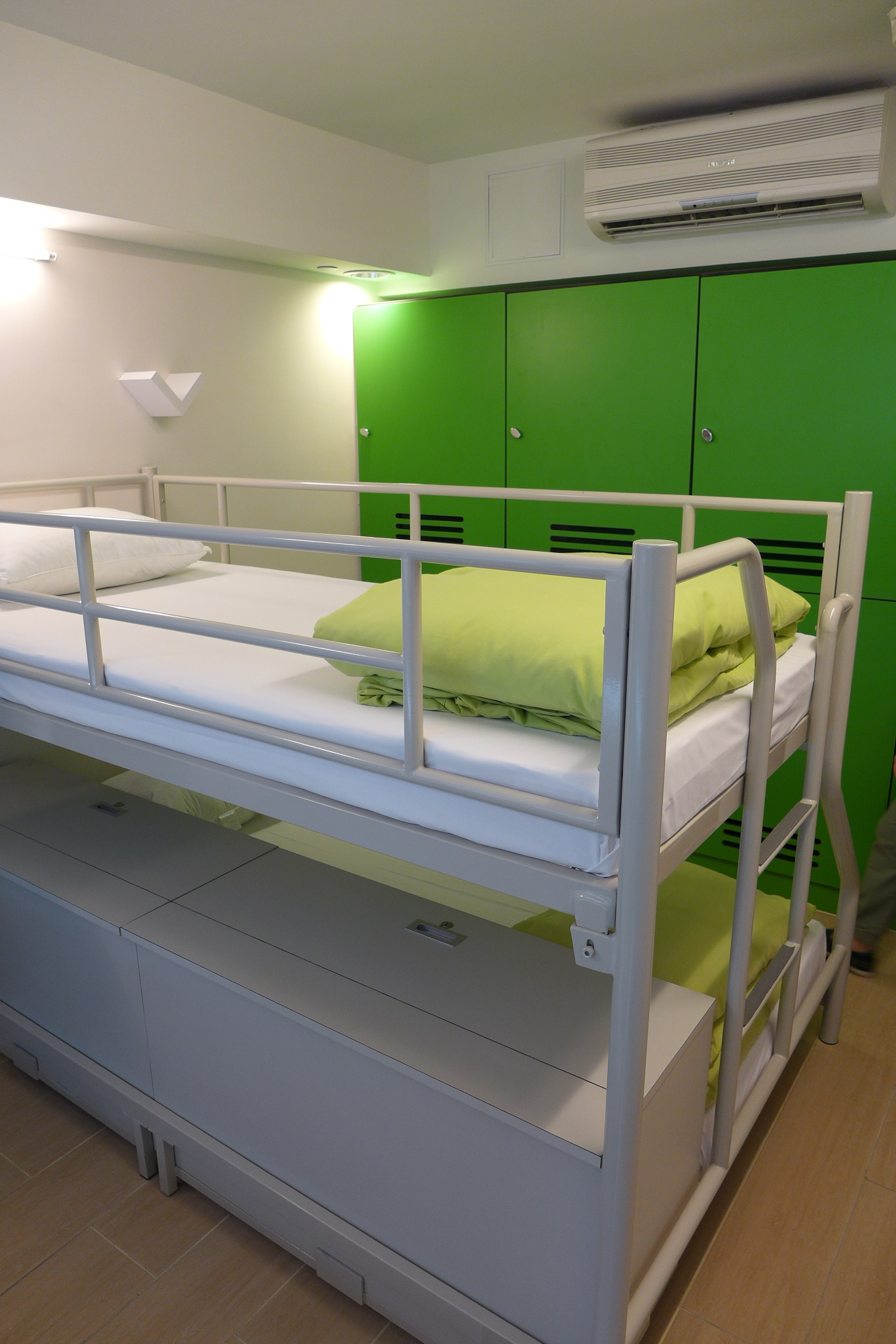
多人房（2015年5月）

## 週邊環境
美荷樓位於一個高台之上，其腳下是水務署機房。美荷樓北背山，南望海。懷舊愛好人仕拍攝美荷樓主要有幾個角度：
- 石硤尾配水庫山頂
- 青山道嘉頓鐘樓天台餐廳
- 巴域街休憩處
- 石硤尾邨第22座天台

## 鄰近建築
- 賽馬會創意藝術中心
- 薩凡納藝術設計學院
- 西九龍中心
- 嘉頓中心
- 主教山